# 條紋長鱸
條紋長鱸（學名：Liopropoma susumi），又稱條紋高鱸、孫氏長鱸，俗名為郭仔，為輻鰭魚綱鱸形目鱸亞目鮨科的一個種。

## 分布
本魚分布於印度太平洋區，包括紅海、萊恩群島、琉球群島、台灣、日本南部、新喀里多尼亞等海域。

## 深度
水深5至60公尺。

## 特徵
本魚頭背部斜直；眶間區平坦或略凹陷。吻較長而略突出。上頜骨末端延伸至眼中部之下方；上下頜具齒。前鰓蓋骨下緣無前向棘。體被細小櫛鱗，上頜骨具鱗；側線鱗孔數44至49枚。體色暗紅色，體側具有數條黑色縱帶，各鰭之顏色略為紅色。具2枚背鰭，有硬棘8枚，軟條12枚；臀鰭硬棘3枚，軟條8枚；腹鰭腹位，末端不及肛門開口；胸鰭短於頭部長；尾鰭內凹形，尖端圓形。體長可達15公分。

## 生態
多棲息在珊瑚礁區內之洞穴或縫隙內，非常隱密，夜間才外出覓食。肉食性，以無脊椎動物為食。

## 經濟利用
食用魚，體型小，肉不多，但肉質細嫩，適宜油炸或煎食，味道頗佳。